# Paillencourt
Paillencourt település Franciaországban, Nord megyében. Lakosainak száma 1022 fő (2022. január 1.). Paillencourt Wasnes-au-Bac, Thun-l’Évêque, Wavrechain-sous-Faulx, Bantigny, Bouchain, Estrun és Hem-Lenglet községekkel határos.

## Népesség
A település népességének változása:
| Lakosok száma | 1002 | 993  | 999  | 991  | 1002 | 1009 | 1007 | 1015 | 1022 |
|               | 2013 | 2015 | 2016 | 2017 | 2018 | 2019 | 2020 | 2021 | 2022 |